# آنا هيمستيد برانش
آنا هيمستيد برانش (بالإنجليزية: Anna Hempstead Branch)‏ هي كاتِبة وشاعرة أمريكية، ولدت في 18 مارس 1875 في Joshua Hempsted House ‏ في الولايات المتحدة، وتوفيت في 8 سبتمبر 1937 في Hempstead House ‏ في الولايات المتحدة.